# 藤原家経
藤原 家経（ふじわら の いえつね）は、平安時代中期の貴族・学者・歌人・漢詩人。藤原北家真夏流（日野家）、参議・藤原広業の長男。官位は正四位下・式部権大輔。

## 経歴
後一条朝の長和5年（1016年）頃文章得業生に補され、対策に及第。11月21日に文章博士・大江通直を問頭として家経へ試問が行われている。
六位蔵人兼右衛門尉を務めたのち従五位下に叙爵し、寛仁4年（1020年）刑部権少輔に任ぜられる。弾正少弼を経て、万寿2年（1025年）右少弁に遷ると、後一条朝の後半は弁官を務めたほか左衛門権佐も兼帯し、万寿3年（1026年）従五位上、長元3年（1032年）正五位下と昇進した。なお、この間の治安4年（1024年）3月1日に邸宅が全焼している。
その後、民部権大輔を経て、正四位下・式部権大輔に至る。
後冷泉朝の天喜2年（1054年）5月11日に出家。天喜6年（1058年）5月18日卒去。享年67。

## 人物
父・広業と同じく漢詩をよくした。さらに和歌にも通じ『後拾遺和歌集』以下の勅撰和歌集に16首が入集している。永承4年（1049年）の『内裏歌合』、永承5年（1050年）『祐子内親王家歌合』などに出詠している。長元9年（1036年）には後冷泉天皇の大嘗会和歌を詠進した。能因法師・伊勢大輔・藤原範永らと交流があった。

## 官歴
- 寛仁2年（1018年） 正月10日：六位蔵人[3]
- 寛仁3年（1019年） 正月23日：検非違使宣旨[4]。8月28日：見蔵人右衛門尉[5]
- 寛仁4年（1020年） 10月17日：刑部権少輔[6]
- 治安3年（1023年） 9月7日：止侍読[4]
- 治安4年（1024年） 3月2日：見弾正少弼[4]
- 万寿2年（1025年） 正月29日：右少弁[7]
- 万寿3年（1026年） 正月7日：従五位上[7]
- 万寿4年（1027年） 正月27日：兼備後介[7]
- 万寿5年（1028年） 2月19日：左衛門権佐[7]
- 長元3年（1032年） 日付不詳：見防鴨河使右少弁左衛門権佐文章博士備後介[7]。正月5日：正五位下[7]
- 長元5年（1034年） 2月8日：信濃守[7]
- 長元9年（1038年） 5月1日：見民部権大輔[8]
- 時期不詳：正四位下。式部権大輔[9]
- 永承5年（1050年） 6月5日：見讃岐介[10]
- 天喜2年（1054年） 5月11日：出家[9]
- 天喜6年（1058年） 5月18日：卒去[9]

## 系譜
- 父：藤原広業
- 母：安部信行の娘
- 妻：藤原能通の娘
  - 男子：藤原正家（1026-1111）
  - 男子：藤原広家
- 妻：藤原公業の娘
  - 男子：藤原行家（1029-1106）
  - 男子：長済（?-1077）
- 生母不明の子女
  - 男子：経円
  - 女子：藤原通宗室
  - 女子：藤原弘信室